# 多米尼科·巴尔托利
多米尼科·巴尔托利（義大利語：Domenico Bartoli，1912年3月3日—1989年7月9日），是意大利的记者。

## 作品
- 《La crisi della Cina. Origini e sviluppi attuali: 1842-1938》（1938年）
- 《Vittorio Emanuele III》（1946年）
- 《nghilterra senza impero》（1960年）
- 《L'Italia burocratica》（1965年）
- 《Gli italiani nella terra di nessuno》（1976年）
- 《Gli anni della tempesta》（1981年）
- 《L'Italia si arrende》（1983年）
- 《I Savoia ultimo atto》（1986年）